# イオンモール出雲
イオンモール出雲（イオンモールいずも）は、島根県の出雲市に立地するショッピングセンター。

## 概要
旧イオン出雲店跡に2016年5月2日グランドオープンした。運営はイオンモールが行っている。コンセプトは「いつも　出雲で　新感覚」。

## 主なテナント
イオンスタイル出雲を核店舗とし、山陰初・島根初の店舗を中心に約90の専門店テナントが出店している。
出店テナント全店の一覧・詳細情報・営業時間は公式サイトを参照。

## 交通
- 西日本旅客鉄道（JR西日本）出雲市駅・一畑電車電鉄出雲市駅から一畑バス（イオンモール経由出雲大社行き）で7分。

### 近隣SC
- ゆめタウン出雲